# 米歇爾瀑布
米歇爾瀑布（英語：Mitchell Falls）位於米切爾峰的山坡上，落差為7.6米（25呎）。
為了紀念在證實米切爾峰是密西西比河以東的最高山峰時於1857年6月27日失足跌死的以利沙米歇爾（Elisha Mitchell，1793-1857），瀑布以他的名字命名。
瀑布位置屬於私人物業，除非有特別許可，一般禁止遊人接近瀑布範圍。
不少人把附近的瀑布誤以為是米歇爾瀑布。

## 外部連結
- Craggy Gardens Page at NCWaterfalls.com （页面存档备份，存于）
- Elisha Mitchell and the Black Mountains （页面存档备份，存于）